# Der dreizehnte Monat
Der dreizehnte Monat (Originaltitel: Black Swan Green) ist ein Roman des britischen Schriftstellers David Mitchell. Das Buch erschien erstmals am 2. April 2006 im Verlag Hodder & Stoughton, die deutsche Übersetzung erschien 2007 im Rowohlt Verlag.

## Handlung
Die Handlung des Romans spielt von Januar 1982 bis Januar 1983 im Dorf Black Swan Green in der englischen Grafschaft Worcestershire. Ich-Erzähler ist der dreizehnjährige Jason Taylor, der zu Beginn mit seinen Eltern und seiner bereits volljährigen Schwester zusammenlebt.
Jason ist Stotterer, was er in den meisten Situationen gut zu überspielen weiß. Er ist ein guter Schüler und schreibt unter Pseudonym Gedichte, die regelmäßig im örtlichen Pfarrblatt veröffentlicht werden. Ein großer Teil seiner Beziehungen zu Gleichaltrigen und Mitschülern wird davon bestimmt, eine erträgliche Position in der Gruppen-Hierarchie zu behalten. Dabei erlebt Jason Höhen wie die kurzzeitige Aufnahme in die Jugendbande Spooks, aber auch erhebliche Tiefen, nachdem er bei einem Kinobesuch mit seiner Mutter gesehen wurde, was bei seinen Altersgenossen als unverzeihlich angesehen wird. Auch sein Stottern wird im Laufe der Handlung offenbar, was einen weiteren Rückschlag bedeutet.
Die soziale Stellung innerhalb der Altersgruppe ist für Jason und seine Altersgenossen nicht nur eine Frage des Ansehens, sondern eine niedrige Position zieht öffentliche Bloßstellung und rücksichtslose Misshandlungen durch die Meinungsführer und ihre Gehilfen nach sich. Nachdem Jason in dieser Hinsicht etwa im letzten Romanviertel auf dem Tiefpunkt angelangt ist, wird die Offenbarung seiner Situation gegenüber dem Lehrkörper seiner Schule zum Befreiungsschlag, der ihn nicht etwa zum Verräter stempelt, sondern in eine von der Hierarchie unabhängige Position bringt, in der er deren Zwänge ignorieren kann.
Dass Jasons Probleme sich außerhalb seiner Altersgruppe widerspiegeln, zeigt sich an verschiedenen Stellen, etwa im von Statusdenken bestimmten Umgang zwischen Jasons Vater und dessen Schwippschwager oder im Verhalten von Jasons Vater gegenüber seinem Arbeitgeber.
Parallel zur Schilderung dieser Gruppenbeziehungen stellt der Roman weitere Entwicklungen in verschiedenen Handlungsebenen dar. So ist der Falklandkrieg ebenso ein Thema wie die wirtschaftlichen Probleme Großbritanniens zur Zeit des Thatcherismus. Beides spielt in Jasons Leben hinein: Der Bruder eines Altersgenossen fällt im Krieg, die Krise kostet Jasons Vater seinen Job im Management einer Supermarkt-Kette. Innerhalb der Familie ergeben sich Veränderungen dadurch, dass Jasons Schwester Julia wegen ihres Studiums auszieht und dass Jasons Eltern sich trennen, als ein außereheliches Verhältnis des Vaters offenbar wird.
Am Ende des Romans verlässt die Familie das Haus in Black Swan Green. Jasons Vater ist zu seiner Geliebten nach Oxford gezogen, Jason siedelt mit seiner Mutter nach Cheltenham über.

## Struktur und Besonderheiten des Textes
Der Roman unterteilt sich in dreizehn Kapitel (Januar, Henker, Verwandte, Reitweg, Steine, Spooks, Wintergarten, Souvenirs, Wurm, Scherenschleifer, Jahrmarkt, Disco, Januar), die einerseits die übergreifende Handlung vorantreiben, andererseits aber auch als kurze anekdotische Erzählungen in sich abgeschlossen jeweils einen einzelnen Aspekt in Jasons Entwicklung oder aus seinem Umfeld beleuchten – etwa sein Stottern, den Falklandkrieg, seine Tätigkeit als Lyriker. Wie der Autor in der Danksagung am Schluss des Romans mitteilt, wurden folgerichtig die beiden ersten Kapitel in anderen Versionen auch einzeln in Anthologien veröffentlicht.
Sehr häufig werden im Text einzelne Wörter kursiv gesetzt, um ihre Betonung zu kennzeichnen. Damit erhält der Romantext zu einem gewissen Grad die Anmutung eines gesprochenen Textes.
Immer wieder sind Elemente wie Zeitungsschlagzeilen, Notizen oder Tafelanschriebe als Abbildungen in den Text montiert.

## Hintergrund
Etliche Details im Leben des Autors und in Jasons Lebensumständen stimmen überein. So wuchs Mitchell in Malvern auf, in dessen unmittelbarer Nähe er Jasons Heimatort Black Swan Green ansiedelt. Beide sind gleich alt, beide stottern. Mitchell selbst bezeichnet den Roman als „semi-autobiographical novel“.
Ebenso deutlich tritt jedoch der fiktionale Charakter des Textes hervor, etwa, wenn Mitchell Personen aus anderen seiner Romane und Erzählungen auftreten lässt, zum Beispiel Eva van Outryve de Crommelynck, die Tochter des fiktiven Komponisten Vyvyan Ayrs aus seinem Roman Der Wolkenatlas oder die Figur des Neal Brose aus seinem Roman Chaos.

## Rezeption durch die Literaturkritik
Ein Teil der deutschsprachigen Literaturkritik nahm den Roman allenfalls verhalten positiv auf. So kritisiert etwa Hubert Winkels in der Zeit, die sprachliche Perfektion des Romans und seiner Konstruktion hindere ihn daran, die sprachliche Schwäche des Protagonisten gelungen darzustellen. Sein Fazit: „Deshalb ist Der dreizehnte Monat ein guter, aber kein überragender Roman.“ Ähnlich äußert sich Moritz Schuller in Cicero: „Der Roman ist unterhaltsam genug, auch komisch und natürlich nostalgisch, routiniert erzählt, aber vollkommen belanglos.“
Weitaus enthusiastischer zeigt sich dagegen Ulrich Sonnenschein in der Frankfurter Rundschau. Er bezeichnet das Buch als „wunderbaren Roman“, als „ein Buch über die Literatur und die Kraft, aus Worten Wirklichkeiten zu machen“. Auch Julia Bähr sieht in der Frankfurter Allgemeinen Zeitung den Roman positiv: „Dass der Roman im letzten Jahr zu Recht für den Booker Prize nominiert wurde, können nun auch die deutschen Leser feststellen.“ Und Martin Ebel stellt im Deutschlandfunk fest: „Die Vielfalt von Bezügen, das Spiel mit den Motiven, ja sogar die spielerische Wiederaufnahme einer Figur aus dem ,Wolkenatlas‘: das ist bewundernswert gemacht.“ David Mitchell bestätige damit „seinen Rang in der ersten Reihe der englischen Autoren“.